# Phleum nodosum
Phleum nodosum es una especie de planta herbácea perenne, muy abundante, de la familia de las Poáceas.

## Descripción
Planta perenne, derecha, sin pelos amacollada, muchos tallos desde la macolla, sobrepasa el metro de altura. Flores o espiguillas en espiga más o menos largas, de 17 x 1 cm las mayores, cilíndricas, el color de la espiga aún es verde en el verano. Muchísimas espículas apretadas, sin rabillo. con 2 glumas iguales, terminadas en una arista rígida de 1,5 mm, continuación de la quilla y de color verde con pelos blancos abiertos. Dentro de las glumas hay glumelas casi transparentes, desiguales y con nervios apenas visibles, 3 estambres y una semilla o cariopsis. Todo el conjunto de 3,5 x 1,5 mm. Hojas hasta 25 cm de longitud y 10-12 mm de anchura, envainadoras, lígula o lengüeta apretada y blanca, de 4 mm, ásperas, rayadas, terminadas en una larga y estrecha punta, hojas abundantes en la cepa. Tallos redondos, suaves, muy rectos, pero acodados en la base. Raíz engrosada en un nudo y una cabellera de raicillas.

## Distribución y hábitat
En la península ibérica. Crece en prados, junto a las acequias, bordes, lugares húmedos, durante todo el verano. Buen heno, pero mala hierba para céspedes, su macolla los deteriora.